# Episodi di L.A.'s Finest (prima stagione)
La prima stagione della serie televisiva L.A.'s Finest, composta da 13 episodi, è stata distribuita sul servizio via cavo Spectrum dal 13 maggio al 17 giugno 2019.
In Italia, la stagione è stata trasmessa dal 9 novembre al 21 dicembre 2020 su Fox, canale a pagamento della piattaforma Sky.
| n° | Titolo originale       | Titolo italiano               | Pubblicazione USA | Prima TV Italia  |
| -- | ---------------------- | ----------------------------- | ----------------- | ---------------- |
| 1  | Pilot                  | Questione di fiducia          | 13 maggio 2019    | 9 novembre 2020  |
| 2  | Defiance               | Sfida                         | 13 maggio 2019    | 9 novembre 2020  |
| 3  | Con Air                | In volo                       | 13 maggio 2019    | 16 novembre 2020 |
| 4  | Déjà Vu                | Déjà Vu                       | 20 maggio 2019    | 16 novembre 2020 |
| 5  | Farewell...            | Arrivederci...                | 20 maggio 2019    | 23 novembre 2020 |
| 6  | ...My Lovely           | "...la mia adorata"           | 27 maggio 2019    | 23 novembre 2020 |
| 7  | Book Of Secrets        | Verità nascoste               | 27 maggio 2019    | 30 novembre 2020 |
| 8  | Dead Men Tell No Tales | I morti non raccontano storie | 3 giugno 2019     | 30 novembre 2020 |
| 9  | Dangerous Minds        | Menti pericolose              | 3 giugno 2019     | 7 dicembre 2020  |
| 10 | Enemy of the State     | Nemico dello Stato            | 10 giugno 2019    | 7 dicembre 2020  |
| 11 | Thief                  | Ladro                         | 10 giugno 2019    | 14 dicembre 2020 |
| 12 | Armageddon             | Giudizio finale               | 17 giugno 2019    | 14 dicembre 2020 |
| 13 | Bad Girls              | Bad Girls                     | 17 giugno 2019    | 21 dicembre 2020 |